# Ryszard Meksiak
Ryszard Meksiak (ur. 14 lipca 1945 w Gdyni, zm. 9 czerwca 2016) – polski fotograf, członek Związku Polskich Artystów Fotografików (ZPAF).

## Życiorys
Był absolwentem Wydziału Fotografii Szkoły Plastycznej w Gdyni-Orłowie. W 1966 miał swoją pierwszą wystawę indywidualną, był członkiem Gdańskiego Towarzystwa Fotograficznego, uczestnikiem krajowych i zagranicznych wystaw oraz konkursów fotograficznych, a także laureatem m.in. III nagrody na Ogólnopolskiej Wystawie Fotografii Artystycznej w Toruniu (1977), I i II nagrody za plakaty fotograficzne Gdańskiego Towarzystwa Fotograficznego oraz wyróżnienia w konkursie Fotografii Polskiej „Złocisty Jantar” (1977). Od 1986 był członkiem ZPAF, a jego zestaw fotografii przedstawiony przy przyjęciu do Związku został uznany przez Radę Artystyczną ZPAP za najlepszy debiut roku. Od 1987 zajmował się fotografią użytkową i reklamową, zaś od 1999 należał do Pomorskiego Klubu Fotografów Reklamowych.
Był autorem zdjęć do albumu Cztery Pory Roku Dawnego Klasztoru w Oliwie (Wyd. Archidiecezji Gdańskiej „Stella Maris”, Gdańsk, 2003. ISBN 83-213-3144-0).
Spoczywa na cmentarzu komunalnym przy ul. Spokojnej w Gdyni (sektor 23-1-6).